# Septični šok
Septični šok je huda sepsa in arterijska hipotenzija (znižanje krvnega tlaka), neodzivna na nadomeščane tekočine (sistolični tlak pade pod 90 mmHg ali se zniža za več kot 40 mmHg), pri čemer so odsotni drugi razlogi za hipotenzijo.Je posledica bakterijske okužbe. Simptomi se običajno začnejo z mrazenjem in povišano telesno temperaturo, znižanim tlakom, oligurijo in zmedenostjo; pojavi se lahko večorganska odpoved, vključno z odpovedjo pljuč, ledvic in jeter. Zdravljenje zajema obilno nadomeščanje tekočin, antibiotike, podporno nego, včasih tudi intenzivno spremljanje krvnega sladkorja ter dajanje kortikosteroidov in aktiviranega proteina C. Huda sepsa in septični šok predstavljata najpomembnejši vzrok smrtnosti pri bolnikih na intenzivnih oddelkih.

## Definicija
Septični šok je vrsta hude sepse in je opredeljen s hipotenzijo, ki jo povzroči sepsa in ki se ne izboljša kljub ustreznemu nadomeščanju tekočine, ter s hkrati prisotnimi motnjami perfuzije organov ali motenim njihovim delovanjem. Po prejemu inotropno delujočih ali vazokonstriktornih zdravil se lahko pri bolnikih krvni tlak popravi, vendar dokler sta prisotna motena prekrvitev in delovanje organov, še vedno velja, da gre za septični šok.

## Vzroki
Večina primerov je posledica bolnišnične okužbe z gramnegativnimi bacili ali grampozitivnimi koki. Redko je povzročitelj kandida ali druga gliva. Kadar septični šok povzročijo stafilokokni ali streptokokni toksini, govorimo o toksičnem šoku. Pogosteje se pojavlja pri novorojenčkih, bolnikih, starejših od 35 let ter pri nosečnicah.

## Epidemiologija
Pojavnost sepse v svetovnem merilu je več kot 20 milijonov primerov na leto, pri čemer znaša smrtnost zaradi septičnega šoka do 70-odstotna, kar velja tudi za razvite države. Na intenzivnih oddelkih sta težka sepsa in septični šok najpomembnejši vzrok smrti. Za posledicami težke sepse v Evropi letno umre več kot 150.000 bolnikov, v Združenih državah Amerike pa več kot 200.000 bolnikov, kar je skoraj 10% vseh smrtnih primerov. Pojavnost sepse se je v zadnjih desetletjih povečevala, zlasti zaradi porasta števila in invazivnosti kirurških posegov pri vse starejših, hudo bolnih bolnikih. Kljub napredku sodobne medicine ter učinkovitim antibiotikom pa se smrtnost zaradi septičnega šoka v zadnjih 25 letih ni znižala.